# École nationale supérieure de chimie de Paris

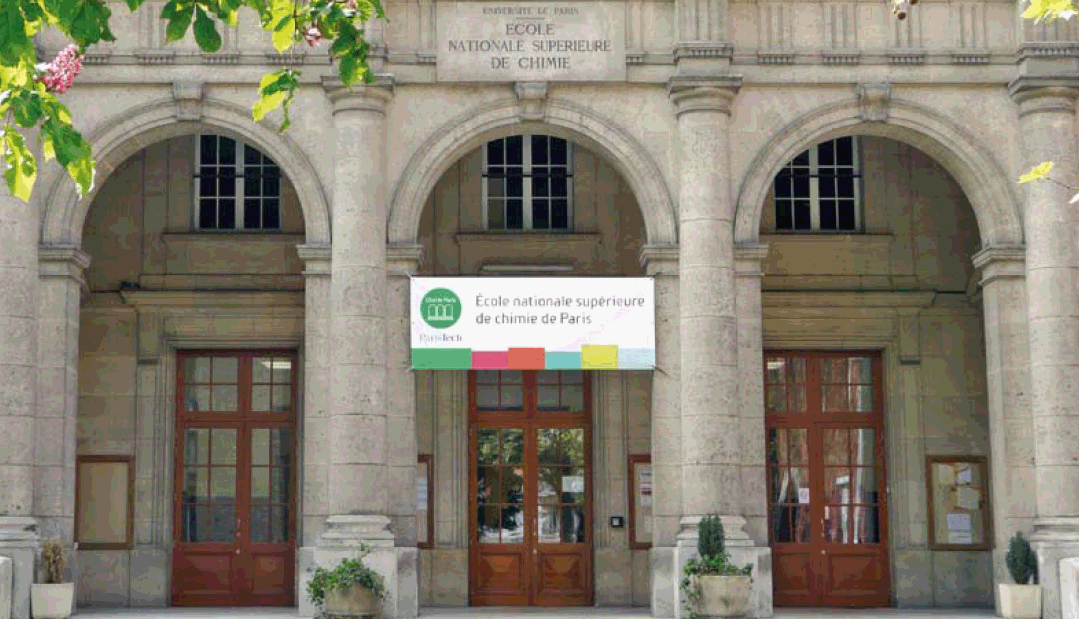
École nationale supérieure de chimie de Paris

École nationale supérieure de chimie de Paris (Chimie ParisTech) một đại học Pháp và trường cao đẳng sáng tạo thuộc Đại học Nghiên cứu PSL.
Trường là một trung tâm nghiên cứu có mười phòng thí nghiệm thực hiện các nghiên cứu cấp cao trong các lĩnh vực hóa học khác nhau.
Anh là thành viên của hiệp hội ParisTech.

## Sinh viên tốt nghiệp nổi tiếng
- Eugène Schueller, một dược sĩ người Pháp và một doanh nhân, người đã sáng lập ra L'Oréal, công ty hàng đầu thế giới về mỹ phẩm và làm đẹp